# South African Open 1983
Il South African Open 1983 è stato un torneo di tennis giocato cemento indoor. È stata la 7ª edizione del torneo che fa parte del Volvo Grand Prix 1983. Il torneo si è giocato a Johannesburg in Sudafrica dal 21 al 27 novembre 1983.

## Campioni

### Singolare maschile
Johan Kriek ha battuto in finale  Colin Dowdeswell con il punteggio di 6–4, 4–6, 1–6, 7–5, 6–3

### Doppio maschile
Steve Meister /  Brian Teacher hanno battuto in finale  Andrés Gómez Santos /  Sherwood Stewart con il punteggio di 6–7, 7–6, 6–2